# Arquebisbat de Tulancingo
L'arquebisbat de Tulancingo  (castellà: Arquidiócesis de Tulancingo, llatí: Arcidioecesis Tulancingensis) és una seu de l'Església Catòlica a Mèxic, que pertany a la regió eclesiàstica Centro. Al 2014 tenia 1.589.000 batejats sobre una població de 1.741.000 habitants. Actualment està regida per l'arquebisbe Domingo Díaz Martínez.

## Territori
La diòcesi comprèn 49 municipis repartits en 3 estats mexicans: 32 al d'Hidalgo, 14 al de Puebla i 3 al de Veracruz.
La seu episcopal és la ciutat de Tulancingo, on es troba la catedral de Sant Joan Baptista.
El territori s'estén sobre 10.696 km², i està dividit en 88 parròquies.

## Història
La diòcesi va ser erigida el 26 de gener de 1863 mitjançant la butlla In universa gregis del Papa Pius IX, prenent el territori de l'arquebisbat de Mèxic, de la que originàriament era sufragània.
Posteriorment, cedí porcions del seu territori a benefici de l'erecció de noves diòcesis:
- el 24 de novembre de 1922 a benefici del bisbat de Huejutla;
- el 27 de febrer de 1961 a benefici del bisbat de Tula;
- el 9 de juny de 1962 a benefici del bisbat de Tuxpan.

El 25 de novembre de 2006, mitjançant la butlla Mexicani populi del Papa Benet XVI, va ser elevada al rang d'arxidiòcesi metropolitana, assignant-se-li com a sufragànies les diòcesis de Huejutla i de Tula.

## Cronologia episcopal
- Juan Bautista de Ormeachea y Ernáez † (19 de març de 1863 - 19 de març de 1884 mort)
- Agustín de Jesús Torres y Hernández, C.M. † (30 de juliol de 1885 - 29 de setembre de 1889 mort)
- José María Armas y Rosales † (4 de juny de 1891 - 14 de maig de 1898 mort)
- Maximiano Reynoso y del Corral † (28 de novembre de 1898 - 22 de gener de 1902 renuncià)
- José Mora y del Río † (12 de setembre de 1901 - 15 de setembre de 1907 nomenat arquebisbe de León)
- José Juan de Jésus Herrera y Piña † (23 de setembre de 1907 - 7 de març de 1921 nomenat arquebisbe de Linares o Nueva León)
- Vicente Castellanos y Núñez † (26 d'agost de 1921 - 2 de febrer de 1932 renuncià)
- Luis María Altamirano y Bulnes † (13 de març de 1933 - 1 de maig de 1937 nomenat arquebisbe coadjutor de Morelia)
- Miguel Darío Miranda y Gómez † (1 d'octubre de 1937 - 20 de desembre de 1955 nomenat arquebisbe coadjutor de Mèxic)
- Adalberto Almeida y Merino † (28 de maig de 1956 - 14 d'abril de 1962 nomenat bisbe de Zacatecas)
- José Esaul Robles Jiménez † (24 de juliol de 1962 - 12 de desembre de 1974 nomenat bisbe de Zamora)
- Pedro Aranda Díaz-Muñoz (10 d'abril de 1975 - 4 de juny de 2008 jubilat)
- Domingo Díaz Martínez, des del 4 de juny de 2008

## Estadístiques
A finals del 2014, la diòcesi tenia 1.589.000 batejats sobre una població de 1.741.000 persones, equivalent al 91,3% del total.
| any  | població  | població  | població | sacerdots | sacerdots       | sacerdots       | sacerdots             | diaques | religiosos | religiosos | parròquies |
| ---- | --------- | --------- | -------- | --------- | --------------- | --------------- | --------------------- | ------- | ---------- | ---------- | ---------- |
| any  | batejats  | total     | %        | total     | clergat secular | clergat regular | batejats por sacerdot | diaques | homes      | dones      |            |
| 1950 | 626.600   | 629.800   | 99,5     | 74        | 72              | 2               | 8.467                 |         | 5          | 153        | 56         |
| 1966 | 613.457   | 632.467   | 97,0     | 94        | 93              | 1               | 6.526                 |         | 10         | 215        | 53         |
| 1970 | 656.868   | 677.712   | 96,9     | 89        | 89              |                 | 7.380                 |         | 7          | 238        | 53         |
| 1976 | 724.895   | 748.579   | 96,8     | 79        | 79              |                 | 9.175                 |         | 5          | 224        | 54         |
| 1980 | 898.990   | 961.180   | 93,5     | 83        | 79              | 4               | 10.831                |         | 8          | 137        | 56         |
| 1990 | 1.137.944 | 1.226.384 | 92,8     | 82        | 78              | 4               | 13.877                |         | 8          | 195        | 58         |
| 1999 | 1.940.000 | 2.000.000 | 97,0     | 148       | 146             | 2               | 13.108                |         | 10         | 150        | 74         |
| 2000 | 1.940.000 | 2.000.000 | 97,0     | 155       | 153             | 2               | 12.516                |         | 10         | 150        | 74         |
| 2001 | 1.940.000 | 2.000.000 | 97,0     | 157       | 155             | 2               | 12.356                |         | 10         | 150        | 83         |
| 2010 | 1.480.845 | 1.607.000 | 92,1     | 170       | 162             | 8               | 8.710                 | 1       | 29         | 176        | 84         |
| 2014 | 1.589.000 | 1.741.000 | 91,3     | 161       | 155             | 6               | 9.869                 | 1       | 18         | 179        | 88         |